# مرسط
مرسط (به عربی: مرسط) یک شهرداری در الجزایر است که در استان تبسه واقع شده‌است. مرسط ۴٬۲۲۷ km۲ کیلومتر مربع مساحت و ۵۴٬۳۳۲ نفر جمعیت دارد.